# Casa Capșa

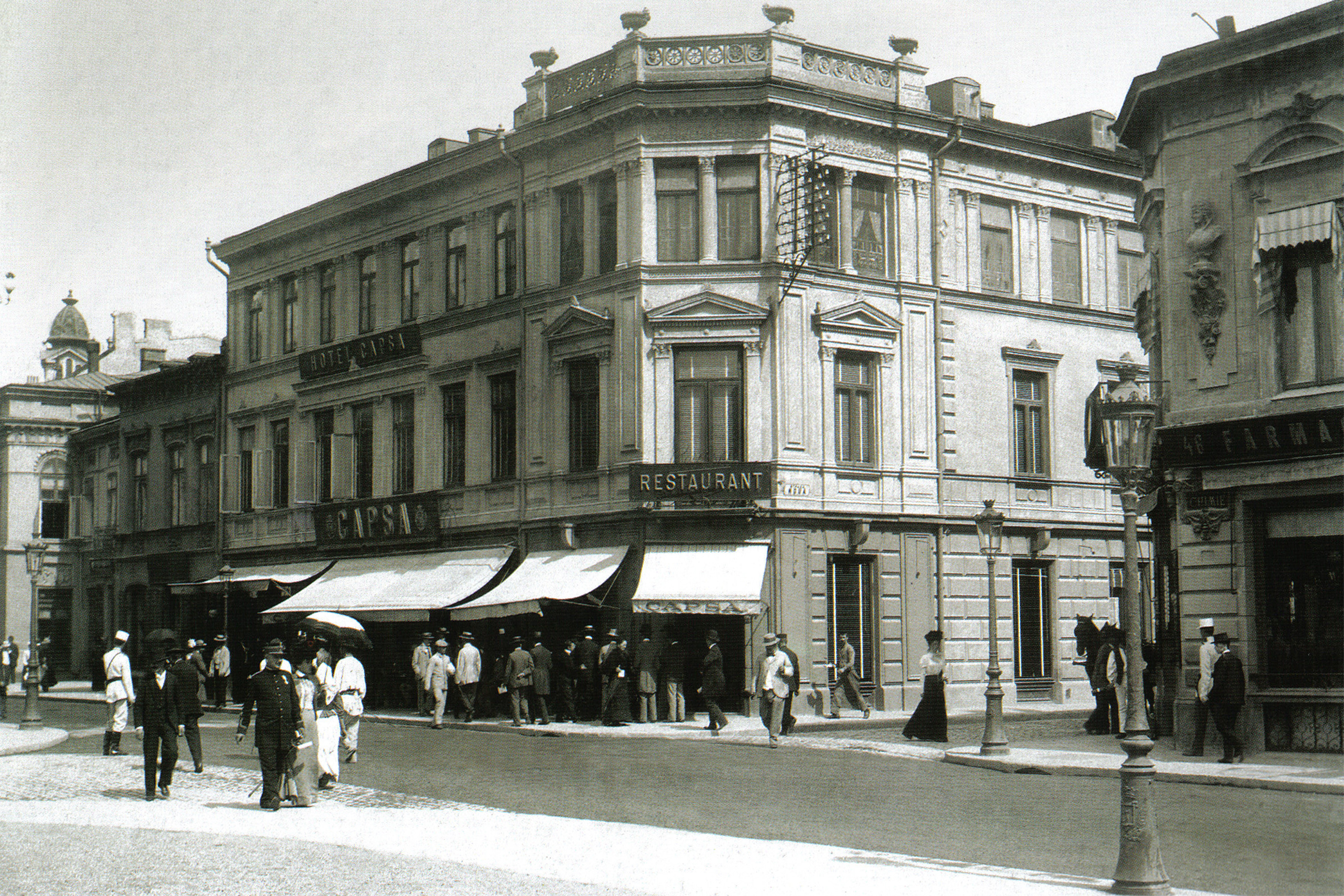
Casa Capșa în jurul anului 1900

Casa Capșa este un complex hotelier care este compus din hotel, restaurant, săli de conferință, saloane private, cofetărie, celebru în București. Este situată pe Calea Victoriei, colț cu strada Edgar Quinet, peste drum de Cercul Militar Național.

## Descriere
Situată pe Calea Victoriei, la intersecția cu strada Edgar Quinet, în apropiere de Cercul Militar Național, este hotel, cofetărie, cafenea și restaurant. Era cea mai mare firmă de restaurante și cofetării de la noi, ajunsă vestită în toate centrele Europei, în istoria culturală a orașului cafeneaua rămânând cea mai cunoscută, un loc al boemei bucureștene. 
Pe locul ocupat astăzi de clădire erau situate, la sfârșitul sec. XVII, casele și curtea boierului Radu Slătineanu. În 1830, italianul Eronimo Momolo (fost bucătar al domnului Grigorie IV Ghica) a cumpărat casele și, în sala de jos, a deschis un birt vestit prin mâncărurile italo-orientale, iar prin 1836, deasupra birtului, o sală de bal, cunoscuta sală „Momolo” sau „Slătineanu”, unde aveau loc cele mai frumoase baluri din Capitală. Clădirea a fost cumpărată în 1868 de frații Capșa, Constantin și Grigore. Ei deschid aici Cofetăria „La doi frați, Constantin și Grigore Capșa”. În 1876 Constantin s-a retras din această asociere, rămânând numai Grigore. Alături de cofetărie, acesta a ridicat și un hotel (în 1886) și apoi Cafeneaua „Capșa” (în 1891). 
Succesul Casei Capșa a dus la apariția mai multor fabrici de bomboane și ciocolată, care își deschid și magazine de desfacere în București, Sinaia, Iași ș.a. În 1869, Casa Capșa a devenit furnizor al Curții Domnești, dar și al altor case regale, precum cea a Serbiei și Bulgariei. Până la Primul Război Mondial (1914-1918), Casa Capșa era interzisă boemei literare, fiind rezervată doar protipendadei, ultimii boieri, oameni publici și ziariști; se discutau politică, campanii de presă și cancanuri. În timpul războiului aici a fost instalată popota unei trupe de ofițeri bulgari. 
După moartea lui Grigore Capșa, „Casa Grigore Capșa” s-a transformat, în 1931, în urma unor probleme juridice, în „Comandită simplă”, unul dintre primii directori fiind Albert Balen. Îi urmează Rudolf Knapp, care împreună cu Ștefan Capșa (nepotul lui Grigore) au condus firma până la naționalizare (1948). Modul de organizare, personalul calificat de care dispunea și specialitățile pe care le oferea au permis Casei Capșa să dețină mult timp monopolul tuturor banchetelor oficiale și neoficiale, al recepțiilor și meselor oficiale și particulare din București și din țară. Pentru a-și păstra prestigiul, Casa Capșa a folosit metode de preparare dintre cele mai înaintate pentru perioada respectivă, urmașii lui Grigore Capșa mergând regulat la Paris pentru a aduce mostre din cele mai noi produse de cofetărie. După o analiză amănunțită ele erau introduse în fabricație, astfel că la Capșa apăreau mereu noutăți. Exista obiceiul, devenit o regulă respectată cu strictețe, ca în fiecare dimineață produsele de cofetărie din ziua precedentă să fie vândute la preț de cost personalului. Mulți lucrători au fost aduși de la Paris: Joseffe Cambasse, Manchosse (șef-bucătar), Georges Leroy (șef-cofetar bombonier), cel care a preparat prima dată la București bomboanele „truffe”, Lucien Bertola și Marius Cadillac (chelneri) etc. 
De-a lungul timpului, Casa Capșa a fost frecventată de aproape toate personalitățile vremii, dar și de oaspeți din străinătate: ducele Nicolae al Serbiei cu suita, foștii suverani ai Serbiei Milan și Natalia Obrenovici, Raymond Poincaré, fostul președinte al Republicii Franceze, premierul grec Eleftherios Venizelos, diplomați, actori, scriitori, oameni de stat. La mesele festive date în onoarea unor personalități s-a instituit obiceiul de a fi lansată o nouă specialitate a casei (de cofetărie sau de patiserie), care a rămas până astăzi (de exemplu, bomboanele „joffre” lansate cu ocazia vizitei Mareșalului Joffre, în 1920). După al Doilea Război Mondial (1939-1945), când boema literară și-a „mutat” sediul la Cafeneaua Capșa, vechii clienți nu i-au mai călcat pragul, aceasta devenind locul de întâlnire al scriitorilor, pictorilor, ziariștilor, artiștilor. După naționalizarea din 1948, Casa Capșa a primit denumirea „Cofetăria și Restaurantul București”, iar hotelul s-a închis. În 1975 clădirea a fost restaurată și s-au redeschis hotelul, restaurantul și cofetăria, cafeneaua redevenind un loc de întâlnire al scriitorilor și universitarilor. După 1990 a redevenit proprietate privată, vechiul nume i-a fost redat și a cunoscut o nouă restaurare.

## Aprecieri critice
- Poetul Virgil Carianopol afirma: „Ca să devii scriitor, trebuia să obții botezul Capșei, care, fără nici o firmă literară, era totuși redacția redacțiilor, nodul gordian al trecerii spre nemurire.”
- Tudor Arghezi numea Capșa: „Singurul local intelectual de pe Calea Victoriei.”